# Trifurcula saccharella
Trifurcula saccharella là một loài bướm đêm thuộc họ Nepticulidae. Nó được tìm thấy ở Ohio.

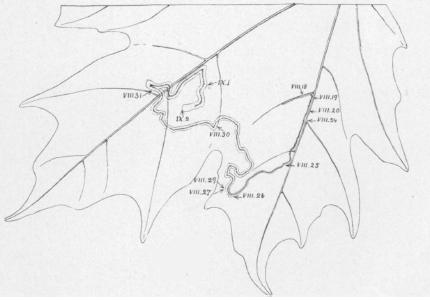
Mine

Sải cánh dài khoảng 4 mm. Mined leaves may be collected in đầu tháng 7 và cuối tháng 8; sometimes the larvae of a third generation are được tìm thấy ở tháng 10. Moths from the overwintering pupae emerge in tháng 5 và tháng 6.
Ấu trùng ăn Acer saccharum và Acer rubrum. The mine the leaves of their host plant. 